# Émile Carrey
Émile Pierre Carrey, né le 26 septembre 1820 à Paris où il est mort le 8 février 1880, est un homme politique, explorateur et écrivain français.

## Biographie

### Ses débuts en politique
Le jeune Émile Carrey fait ses études au Lycée Saint-Louis, puis devient avocat. Il est attaché en 1847 à la conservation de la Bibliothèque de la Chambre des pairs où il est chargé de négocier des échanges annuels de documents parlementaires entre le Congrès des Etats-Unis et la Chambre des pairs. En 1848, il publie un recueil d’actes du Gouvernement provisoire sous l’intitulé : Recueil complet des actes du gouvernement provisoire (février, mars, avril, mai 1848).

### Ses voyages
Il part en 1852 pour l’Amérique du Sud où nommé chancelier au consulat de France à Belem au Pará (Brésil), il est chargé par les ministères des Affaires étrangères et de la Marine de visiter le Pérou et l'Amazonie afin d'y étudier les intérêts politiques et commerciaux. Il passe ainsi deux années au Pérou avec son frère et rassemble de nombreux documents sur le pays. Il parcourt l'Amazone jusqu'à Belem (1855), explore le delta du fleuve et étudie les plantations d'hévéa. En pirogue il longe la côte jusqu'à Cayenne.
Accueilli avec indifférence à son retour, il ne publiera pas ses travaux et n'éditera que des ouvrages romancés de ses aventures, dont L’Amazone, Huit jours sous l’Équateur, qui servira à Jules Verne dans la rédaction de son roman La Jangada où il est cité dans le chapitre XIV de la première partie. Il faudra attendre vingt ans pour que ses études méthodiques voient enfin une publication. 
En 1857, il fait partie d'une expédition en Kabylie et, en 1863, il édite un opuscule à la gloire des États-Unis en pleine Guerre de Sécession, Grandeur et avenir des États-Unis.
En 1860, alors qu'il séjourne à Naples, comme correspondant du Moniteur Universel, il est chargé par le Baron Brenier de Renaudière, ambassadeur de France dans le royaume de Naples, d'une mission d'information auprès de Garibaldi qui,à Messine, se prépare à débarquer sur le continent.

### Politique
De retour en France, il devient maire de la commune Vieille-Église (1857-1880) située dans le département de Seine-et-Oise.
Le 20 février 1876, Émile Carrey est élu député de l’arrondissement de Rambouillet. Républicain conservateur, il s’installe au centre gauche et vote avec la majorité jusqu’à la dissolution. Ainsi il est l'un des signataires du manifeste des 363, lors de crise du 16 mai 1877. Il est réélu le 14 octobre 1877.

## Publications
- Émile Carrey, Les aventures de Robin Jouet, vol. 1, Tours, A. Mame & fils, 1865, 492 p. (lire en ligne)
- Émile Carrey, Récits de Kabylie, Paris, M. Lévy frères, 1876, 327 p. (lire en ligne)
- Émile Carrey, L’Amazone : Les métis de la savane, Paris, Michel Lévy, 1857, 327 p. (lire en ligne)
- Émile Carrey, L’Amazone : Huit jours sous l’Équateur, Paris, M. Lévy frères, 1856, 253 p. (lire en ligne)
- Émile Carrey, L’Amazone : Les révoltés du Para, Paris, Michel Lévy frères, 1857, 337 p. (lire en ligne)
- Émile Carrey, Une saison à Saint-Honoré-les-Bains, Paris, E. de Soye, 1882, 36 p.
- Émile Carrey, Recueil complet des actes du gouvernement provisoire (février, mars, avril, mai 1848) : avec des notes explicatives, des tables chronologiques et une table alphabétique, analytique et raisonnée des matières, vol. 2, Paris, A. Durand, 1848, 402, 722 (lire en ligne)
- Émile Carrey, Le Pérou : tableau descriptif, historique et analytique des êtres et des choses de ce pays, Paris, Garnier frères, 1875, 511 p. (lire en ligne)
- Émile Carrey, Considérations sur le choix du lieu de résidence du parlement, Versailles, imp. de Cerf, 1879 (lire en ligne)
- Émile Carrey, Questions d'aujourd'hui et de demain : sous-préfectures, réforme administrative, libertés civiles, colonisation, cléricalisme, etc., Paris, lib. C. Lévy ; Librairie nouvelle, 1878 (lire en ligne)